# Giuseppe Di Donna
Giuseppe Di Donna O.SS.T. (* 23. August 1901 in Rutigliano, Metropolitanstadt Bari, Italien; † 1. Januar 1952 in Andria) war Bischof von Andria.

## Leben
Di Donna, jüngstes von neun Kindern einer wohlhabenden Familie, trat als Elfjähriger dem Trinitarierorden bei. 1916 wurde er als Novize nach Livorno entsandt, verbrachte ab 1918 Studienjahre in Rom und empfing am 18. Mai 1924 die Priesterweihe durch Kardinalvikar Basilio Pompili. Ab 1926 wirkte er als Missionar in Madagaskar.
Papst Pius XII. ernannte ihn daraufhin am 2. Februar 1940 zum Bischof von Andria, nachdem Di Donna bereits 1939 auf Bitten des Papstes aus Afrika zurückgekehrt war. Die Bischofsweihe spendete ihm am 31. März 1940 Raffaele Carlo Kardinal Rossi, Sekretär der Konsistorialkongregation. Mitkonsekratoren waren der spätere Kardinal Celso Benigno Luigi Costantini, damals Sekretär der Kongregation De Propaganda Fide, und Francesco Petronelli, Erzbischof von Trani-Barletta-Bisceglie. Die ersten Jahre seiner Amtszeit waren geprägt vom Zweiten Weltkrieg und schweren Auseinandersetzungen zwischen Bauern und Landbesitzern, in denen er zu vermitteln versuchte. Hierbei war er persönlich den ärmeren Bauern zugeneigt. Mit dem 1944 veröffentlichten Hirtenbrief L’Edificio sociale betonte er die Wichtigkeit karitativer Arbeit, insbesondere angesichts der Auswirkungen der Kriegsjahre. Im Dezember 1950 fand unter Di Donnas Leitung eine Diözesansynode in Andria statt, die sich besonders mit der Stärkung des Christentums gegenüber materialistischen Ideologien befasste.

## Tod und Seligsprechungsprozess
Giuseppe Di Donna starb 1952 nach langer Krankheit. Bereits 1956 wurde der Seligsprechungsprozess eröffnet. 1998 anerkannten die apulischen Bischöfe den heroischen Tugendgrad Di Donnas, in dessen Folge dieser von Papst Benedikt XVI. am 3. Juli 2008 zum Ehrwürdigen Diener Gottes erklärt wurde. Luigi Renna, der heutige Erzbischof von Catania, wirkte zwischen 2002 und 2009 als Vizepostulator beim Prozess mit.